# Bílý teror (Tchaj-wan)
Bílý teror (ZZ: 白色恐怖; TZ: 白色恐怖; PY: Báisè kǒngbù; EN: White Terror) je označení období stanného práva a omezení práv daných ústavou na Tchaj-wanu. Stanné právo platilo mezi lety 1947-1987, vyhlášeno bylo Kuomintangem (KMT) v čele s Čankajškem, z čehož také vyplývá název období (bílý = inicializovaný státem). Jednalo se především o zatýkání a zabíjení potencionálních špionů a sympatizantů komunistické strany během a po čínské občanské válce, avšak většina obětí byla z řad běžného obyvatelstva.

## Příčiny
Hlavní příčinou byla snaha KMT udržet si moc nad ostrovem a to především po prohrané občanské válce. Kdokoliv kdo stranu jakkoliv kritizoval, měl reálné či smýšlené inklinace ke komunismu, byl v „lepším“ případě odsouzen k vězení (mnohdy na Zeleném ostrově), v horším případě rovnou popraven. Do jisté míry k vyhlášení stanného práva přispěl tzv. incident 28. února. Důležitou roli také hrál Kaohsiungský incident, jenž se dá dnes označit jakožto jedna z prvních jisker tchajwanské demokracie, avšak KMT ho využila jakožto záminku pro zatčení vůdců opozice.

## Důsledky
V období Bílého teroru bylo uvězněno přibližně 90 000-200 000 lidí a 45 000 popraveno, avšak čísla se často liší. Mezi odsouzenými byl také známý spisovatel a esejista Bo Yang (ZZ:柏杨 TZ:柏楊 PY:Bó Yáng). Ten byl v roce 1967 odsouzen na 12 let do vězení za údajně sarkastický překlad Pepka námořníka a kritiku Čankajška.

## Konec
Stanné právo bylo zrušeno prezidentem Ťiang Ťing-kuoem 15. července 1987, avšak první opoziční strana (DPP) byla založena již v roce 1986.